# Rally de Ferrol de 1980
El Rally de Ferrol de 1980 fue la undécima edición y la decimocuarta cita de la temporada 1980 del Campeonato de España de Rally. Se celebró del 23 al 24 de agosto y contó con un itinerario que sumaba un total de 157 km cronometrados. Marc Etchebers dominó sin problemas y se adjudicó la cuarta victoria particular en la prueba ferrolana. El triunfo le permitió ascender temporalmente a la tercera posición del campeonato nacional. El podio lo completaron Celestino Pardo y Miguel Martínez. «Cleherc I» con Porsche 911 fue segundo en la clasificación hasta su abandono en la segunda etapa.
Al año siguiente la prueba no formó parte del calendario nacional y no regresaría hasta el año 2005.

## Clasificación final
| Pos. | Piloto                   | Copiloto              | Automóvil                | Tiempo  | Diferencia |
| ---- | ------------------------ | --------------------- | ------------------------ | ------- | ---------- |
| 1.   | Marc Etchebers           | David García Valverde | Porsche 911 SC           | 2:07:08 | 0.0        |
| 2.   | Celestino Pardo          | Bandera de ?          | SEAT 124-2000            | 2:12:55 | +5:47      |
| 3.   | Miguel Martínez Miguélez | Bandera de ?          | Alpine-Renault A110 1800 | 2:13:28 | +6:20      |
| 4.   | A. Pardo                 | Bandera de ?          | Renault 5 Alpine         | 2:17:18 | +10:10     |
| 5.   | Jean-François Lassalle   | Bandera de ?          | Talbot Sunbeam Lotus     | 2:18:30 | +11:22     |
| 6.   | Torreiro                 | Bandera de ?          | Renault 5 Alpine         | 2:18:47 | +11:39     |
| 7.   | Eugenio Eiranova         | Bandera de ?          | Renault 5 Alpine         | 2:19:19 | +12:11     |
| 8.   | Juan Luis Paradela       | Bandera de ?          | SEAT 124-1800            | 2:21:49 | +14:41     |
| 9.   | Ceferino Barbazán        | Bandera de ?          | SEAT 124-1800            | 2:24:15 | +17:07     |
| 10.  | Vilanova                 | Bandera de ?          | Fiat 1600 Spyder         | 2:26:03 |            |